# Candela Vetrano
Maria Candela Vetrano Vega, conosciuta come Candela Vetrano (Lomas de Zamora, 9 agosto 1991), è una modella e attrice argentina.

## Biografia
Nasce il 9 agosto 1991 da Héctor Vetrano e María Victoria Vega. Ha due sorelle gemelle, Julieta e Paulina, e un fratellastro, Facundo.
Ha iniziato la sua formazione artistica da molto giovane, facendo studi di canto, teatro e commedia musicale e ballo. Nel 1999 fa la sua prima apparizione in televisione con Agrandadytos. Nel 2002 inizia la sua carriera di modella per Mimo & Co. Nel 2003, a soli undici anni inizia la sua carriera come attrice nella serie Rincón de luz, nel ruolo di Estrella. La serie ha come protagonisti Soledad Pastorutti e Guido Kaczka ed è prodotta da Cris Morena.
Nel 2005 interpreta una piccola parte in Flor - Speciale come te come Guillermina, una compagna di classe di Roberta Espinosa e Tomás Fritzenwalden. Nel 2006, interpreta Valeria San Simón, un personaggio antagonista che compete con Lali Espósito, in Chiquititas sin fin. Dal 2007 fino al 2010, viene scelta per interpretare il personaggio co-protagonista Estefanía "Tefi" Elordi Rinaldi in tutte e quattro le stagioni di Teen Angels.
Nel 2011 viene scelta come protagonista di Super T - Una schiappa alla riscossa, nel ruolo di Poli Truper. A novembre la telenovela ha debuttato al Teatro Ópera di Buenos Aires, con le canzoni della telenovela. Nel 2017 fa parte del cast di Cuéntame como pasó nel ruolo di Inés, figlia di Antonio.

## Vita privata
Dal 2015 ha  una relazione con l'attore Andrés Gil, conosciuto a Roma grazie a Santiago Talledo. Il 14 novembre 2024 è nato il loro primo figlio.

## Filmografia

### Cinema
- Claramente, regia di Bárbara Borello Castillo, cortometraggio (2016)
- Hipersomnia, regia di Gabriel Grieco (2017)

### Televisione
- Agrandadytos – programma TV (1999)
- Rincón de luz – serial TV (2003)
- Flor - Speciale come te (Floricienta) – serial TV (2005)
- Chiquititas sin fin – serial TV (2006)
- Teen Angels (Casi Ángeles) – serial TV (2007-2010)
- Super T - Una schiappa alla riscossa (SuperTorpe) – serie TV (2011)
- Cuando toca la campana – serie TV (2012)
- Los vecinos en guerra – serie TV (2013- 2014)
- Noche y día – serie TV (2014-2015)
- Tu cara me suena – programma TV (2015)
- Conflictos modernos – serie TV, 1 episodio (2015)
- Según Roxi – webserie (2015)
- Soy Ander – webserie (2016)
- Showmatch – programma TV (2016)
- Cuéntame cómo pasó – serie TV (2017)
- Chueco en linea – serie TV (2019)
- Mirtha Legrand, 50º años – programma TV (2018)
- Argentina, tierra de amor y venganza – serial TV (2019)
- Adentro – webserie (2020)
- Cartas a mi ex – webserie, 1 episodio (2020)

## Teatro
- Rincón de luz (2003-2004)
- Chiquititas sin fin (2006)
- Casi Ángeles (2007-2010)
- SuperTorpe (2011)
- Criatura emocional (2014)
- Separados (2016)
- Hiel (2016)
- Mujeres perfectas (2017)
- Los martes orquídeas (2018)

## Discografia

### Colonne sonore
- 2006 – Chiquititas sin fin
- 2009 – TeenAngels 3
- 2010 – TeenAngels 4
- 2011 – La música de SuperTorpe

## Riconoscimenti
- Kids' Choice Awards Argentina
  - 2012 – Candidatura all’attrice preferita per Super T - Una schiappa alla riscossa[10]
  - 2014 – Candidatura come Diosa[11]

## Doppiatrici italiane
Nelle versioni in italiano delle opere in cui ha recitato, Candela Vetrano è stata doppiata da:
- Ludovica Bebi in Teen Angels[12]
- Joy Saltarelli in Super T - Una schiappa alla riscossa[13]